# 제임스 뷰캐넌 대통령 취임식
제임스 뷰캐넌 대통령 취임식은 1857년 3월 4일 수요일, 워싱턴 D.C.의 미국 국회의사당 동쪽 주랑 현관에서 제15대 미국 대통령으로 취임하는 행사였다. 이 취임식은 18번째 미국 대통령 취임식이었고, 제임스 뷰캐넌의 대통령으로서의 첫 4년 임기와 존 C. 브레킨리지의 부통령으로서의 임기가 시작되었음을 의미했다. 대법원장 로저 토니가 대통령 취임 선서를 집행했다. 이는 사진으로 기록된 최초의 취임식이었다.

## 취임 연설

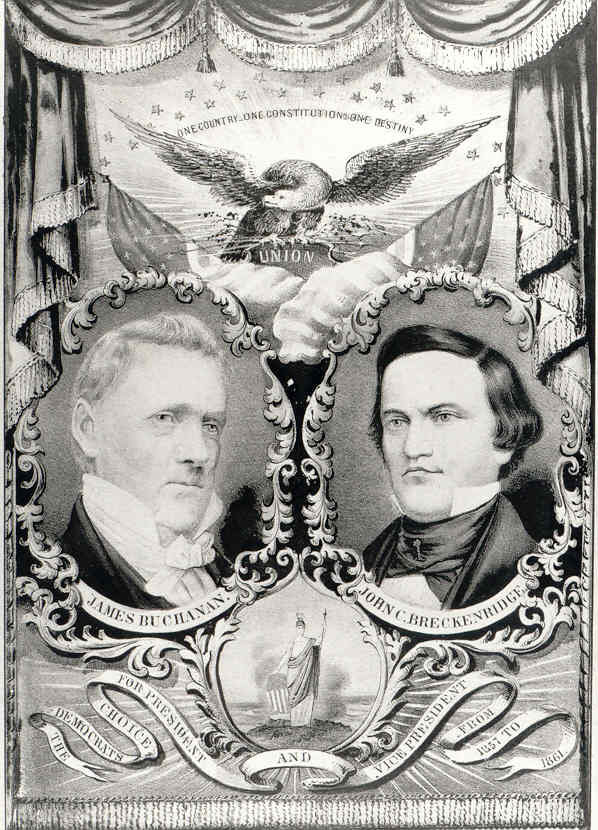
뷰캐넌과 브레킨리지의 선거 포스터

뷰캐넌 대통령은 긴 취임 연설에서 노예제가 서부로 확산되는 "영토 문제"를 언급하며, 이 문제를 인민 주권으로 결정하도록 허용한 1854년의 캔자스-네브래스카 법에 찬성한다고 명확히 밝혔다. 그러나 그는 남부인과 북부인 모두 자신들의 이익을 위해 캔자스로 몰려들어 투표에 영향을 미치면서 발생했던 만연한 선거 사기에 대해서는 언급하지 않았고, 나라의 두 지역 간 긴장된 감정으로 인해 거리에서 발생하던 폭력에 대해서도 언급하지 않았다.
뷰캐넌은 노예제라는 결정적인 문제에 대해 강경한 입장을 취하지 않았다는 비판을 받았으며, 대법원의 드레드 스콧 대 샌드퍼드 사건 판결을 "기꺼이 수용할 것"이라고 명확히 했다.
또한 뷰캐넌은 국가의 경제에 대해 길게 연설하며 국가 예산 계획을 제시했는데, 여기에는 동부에서 국익을 보호하기 위해 해군의 규모를 늘리는 것도 포함되었다. 더욱이 뷰캐넌은 헌법에 대한 엄격한 해석만이 연방 정부를 운영하는 유일하고 안전한 방식이라는 강한 믿음을 역설했으며, 동시에 캘리포니아와 서부 해안의 다른 점유지를 보호하기 위해 의회가 승인한 대서양 횡단 도로 건설을 위한 자금 할당을 옹호했다. 특히 뷰캐넌은 그러한 길을 만드는 데 로키 산맥이 어려움을 줄 것이라고 언급했지만, 그것을 국가가 수행해야 할 필수적인 사업이라고 옹호했다.
뷰캐넌은 새로운 영토를 획득한 미국의 역사를 자랑하며 취임 연설을 마무리했는데, 영토와 점유지가 평화적으로 획득되었으며 미국의 부성애적 영향력 덕분에 경제 무역과 번영이 증가했다고 언급했다.

## 정치적 논란
뷰캐넌은 축제 기간 동안 로저 토니 (연방 대법원장)와 속삭이며 대화하는 모습이 목격되었다. 이는 뷰캐넌이 취임 연설에서 미국 영토 내 노예제에 대한 분쟁을 "신속하고 최종적으로" 해결할 다가오는 대법원 판결을 언급한 것과, 연설 이틀 후 드레드 스콧 대 샌드퍼드 판결(뷰캐넌의 견해를 지지하는 내용)이 발표된 것과 결합되어, 많은 공화당 지지자들 사이에서 뷰캐넌과 토니가 취임식에서 드레드 스콧 사건에 대해 부적절한 사전 협의를 하여 행정부-사법부 분리 원칙을 위반했다는 의혹을 불러일으켰다. 실제로 그러한 협의는 있었지만, 뷰캐넌과 대법관 John Catron 사이에 2월에 서신으로 이루어졌다.

## 같이 보기
- 제임스 뷰캐넌 행정부
- 1856년 미국 대통령 선거